# Joachim Murat
Joachim Murat (Labastide-Fortunière, 25. ožujka 1767. – Pizzo, 13. listopada 1815.), francuski maršal.
Pobočnik Napoleona Bonapartea u pohodu na Italiju i Egipat. Napoleonova sestra, Karolina, bila je njegova supruga.
Kao zapovjednik konjice iskazao se u bitkama kod Jene i Friedlanda. Godine 1808. glavni zapovjednik francuskih postrojba u Španjolskoj, ugušio ustanak u Madridu. Tijekom pohoda na Rusiju bio je zapovjednik konjice.
Nakon što se Bonaparte vratio s Elbe, Murat je ponovno stao uz njega i neuspješno pokušao osvojiti Napulj. 
U početku je u vojnom pohodu protiv Austrije dobio nekoliko bitaka ali kasnije je primoran povlačiti se i gubi odlučujuću bitku kod Tolentina 2. – 3. svibnja 1815., poslije koje bježi na Korziku a poslije u Francusku, ali je Napoleon odbio susresti se s njim. U listopadu 1815. započinje svoj posljednji pokušaj osvajanja trona. Zajedno s nekoliko vjernih sljedbenika iskrcava se u Pizzo u Kalabriji ali biva uhićen i pogubljen.